# Marva Hicks
Marva Hicks, vero nome Marva Denise Hicks (Petersburg, 5 maggio 1956 – 17 settembre 2022), è stata una cantante e attrice statunitense.

## Biografia
Firmò per la Polydor alla fine degli anni Ottanta. Il suo LP di debutto Marva Hicks fu pubblicato nel 1991.
Mise a segno il suo maggior successo di classifica con il singolo Never Been in Love Before, che raggiunse la posizione numero 7 nella classifica, al quale seguirono altri due singoli.
Episodio molto importante della sua carriera fu l'aver duettato con Michael Jackson nella canzone I Just Can't Stop Loving You durante un concerto di quest'ultimo in Brunei nel 1996. Marva fu anche corista nell'HIStory World Tour fino a Gelsenkirchen. Inoltre recitò in alcuni musical a Broadway, tra cui The Lion King e Caroline, or Change.

## Filmografia parziale

### Cinema
- Virtuality (Virtuosity), regia di Brett Leonard (1995)
- Un giorno come tanti (Labor Day), regia di Jason Reitman (2013)